# ایستگاه آتامی
ایستگاه آتامی (به ژاپنی: 熱海駅 Atami-eki) یک ایستگاه راه‌آهن واقع در آتامی، شیزوئوکا در ژاپن است که توسط شرکت راه‌آهن شرق ژاپن و شرکت راه‌آهن مرکزی ژاپن اداره می‌شود.